# Prouilly
Prouilly és un municipi francès, situat al departament del Marne i a la regió del Gran Est. L'any 2007 tenia 549 habitants.

## Demografia

### Població
El 2007 la població de fet de Prouilly era de 549 persones. Hi havia 228 famílies, de les quals 52 eren unipersonals (44 homes vivint sols i 8 dones vivint soles), 80 parelles sense fills, 72 parelles amb fills i 24 famílies monoparentals amb fills.
La població ha evolucionat segons el següent gràfic:
Habitants censats

### Habitatges
El 2007 hi havia 297 habitatges, 234 eren l'habitatge principal de la família, 49 eren segones residències i 14 estaven desocupats. 290 eren cases i 5 eren apartaments. Dels 234 habitatges principals, 189 estaven ocupats pels seus propietaris, 34 estaven llogats i ocupats pels llogaters i 11 estaven cedits a títol gratuït; 8 tenien una cambra, 19 en tenien dues, 29 en tenien tres, 56 en tenien quatre i 122 en tenien cinc o més. 186 habitatges disposaven pel capbaix d'una plaça de pàrquing. A 104 habitatges hi havia un automòbil i a 115 n'hi havia dos o més.

### Piràmide de població
La piràmide de població per edats i sexe el 2009 era:
| Homes | Edats   | Dones |
| ----- | ------- | ----- |
| 0     | 95 o +  | 0     |
| 0     | 90 a 94 | 0     |
| 4     | 85 a 89 | 0     |
| 4     | 80 a 84 | 8     |
| 16    | 75 a 79 | 4     |
| 24    | 70 a 74 | 8     |
| 8     | 65 a 69 | 8     |
| 32    | 60 a 64 | 8     |
| 24    | 55 a 59 | 24    |
| 24    | 50 a 54 | 24    |
| 24    | 45 a 49 | 20    |
| 12    | 40 a 44 | 8     |
| 24    | 35 a 39 | 16    |
| 28    | 30 a 34 | 28    |
| 20    | 25 a 29 | 16    |
| 16    | 20 a 24 | 12    |
| 12    | 15 a 19 | 16    |
| 12    | 10 a 14 | 8     |
| 20    | 5 a 9   | 12    |
| 12    | 0 a 4   | 20    |

## Economia
El 2007 la població en edat de treballar era de 363 persones, 280 eren actives i 83 eren inactives. De les 280 persones actives 262 estaven ocupades (142 homes i 120 dones) i 18 estaven aturades (7 homes i 11 dones). De les 83 persones inactives 27 estaven jubilades, 33 estaven estudiant i 23 estaven classificades com a «altres inactius».

### Ingressos
El 2009 a Prouilly hi havia 253 unitats fiscals que integraven 584 persones, la mediana anual d'ingressos fiscals per persona era de 23.284,5 €.

### Activitats econòmiques
Dels 22 establiments que hi havia el 2007, 1 era d'una empresa extractiva, 2 d'empreses alimentàries, 4 d'empreses de construcció, 2 d'empreses de comerç i reparació d'automòbils, 1 d'una empresa de transport, 2 d'empreses d'hostatgeria i restauració, 1 d'una empresa immobiliària, 4 d'empreses de serveis, 3 d'entitats de l'administració pública i 2 d'empreses classificades com a «altres activitats de serveis».
Dels 6 establiments de servei als particulars que hi havia el 2009, 1 era un guixaire pintor, 1 fusteria, 2 lampisteries, 1 perruqueria i 1 saló de bellesa.
Dels 2 establiments comercials que hi havia el 2009, 1 era una botiga de menys de 120 m² i 1 una peixateria.
L'any 2000 a Prouilly hi havia 45 explotacions agrícoles que ocupaven un total de 754 hectàrees.

## Poblacions més properes
El següent diagrama mostra les poblacions més properes.